# Le Coudray-sur-Thelle
Le Coudray-sur-Thelle är en kommun i departementet Oise i regionen Hauts-de-France i norra Frankrike. Kommunen ligger i kantonen Noailles som tillhör arrondissementet Beauvais. År 2022 hade Le Coudray-sur-Thelle 555 invånare.

## Befolkningsutveckling
Antalet invånare i kommunen Le Coudray-sur-Thelle
| Referens: INSEE |